# دار ابن أبي ضياف

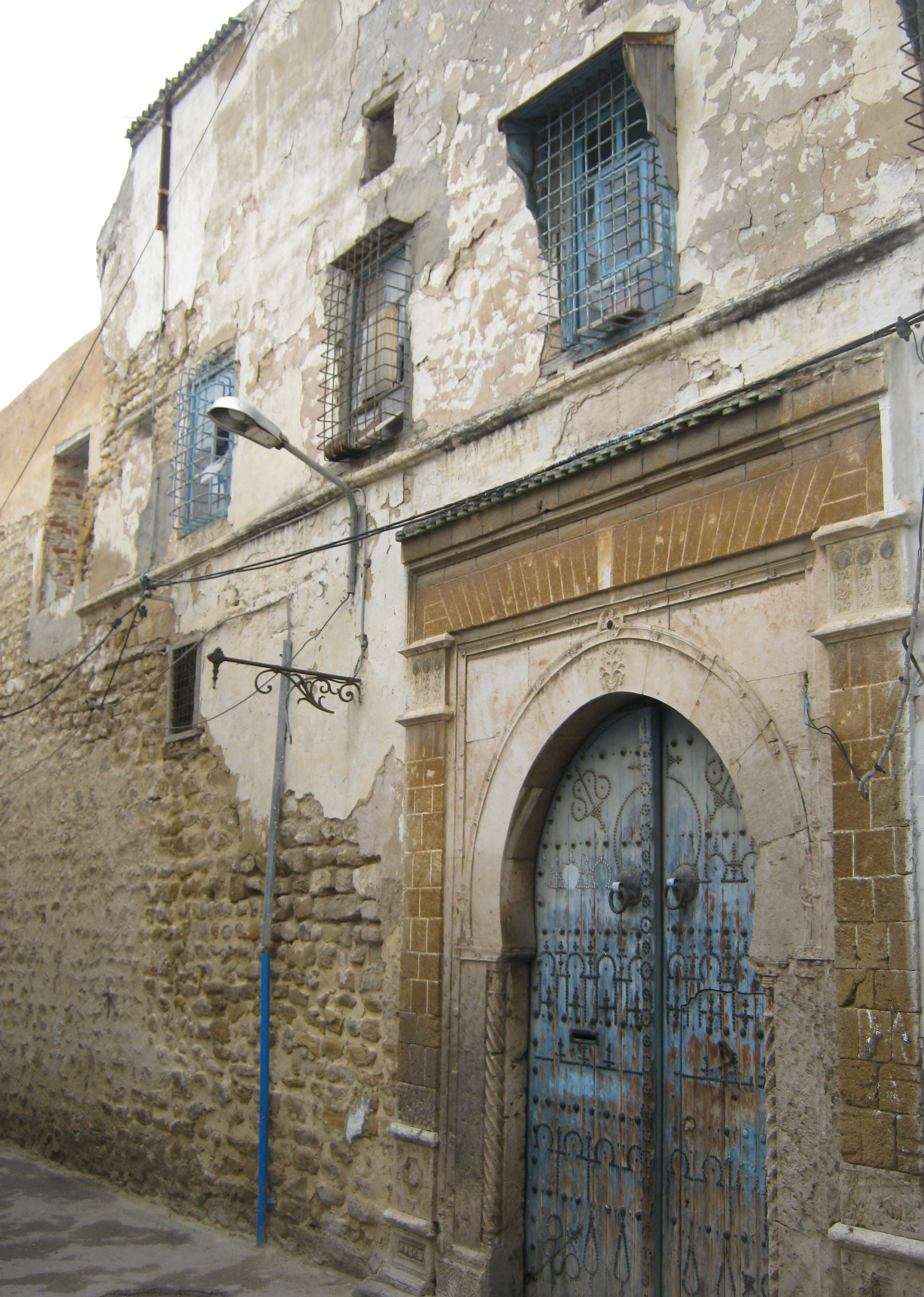
القصر في الحالة الراهنة

دار ابن ضياف هي أحد قصور مدينة تونس العتيقة التي تقع في زنقة ابن أبي ضياف, بالقرب من نهج الباشا و من سيدي محرز.

## التاريخ
تم بناء القصر إثر مبادرة من الوزير أحمد بن أبي ضياف  في منتصف القرن التاسع عشر.

## الهندسة المعمارية

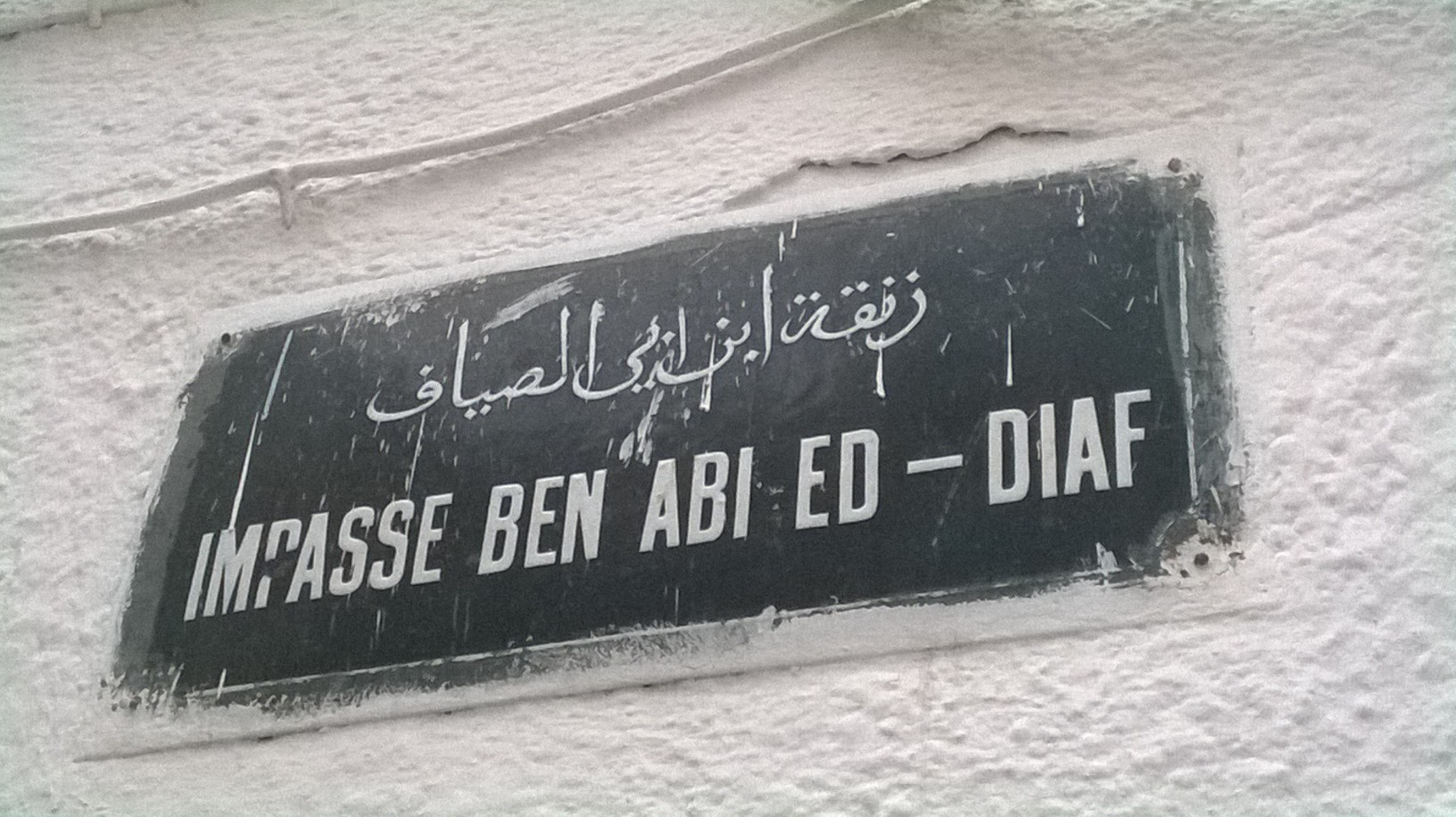
لوحة معدنية تشير إلى زنقة ابن أبي الضياف
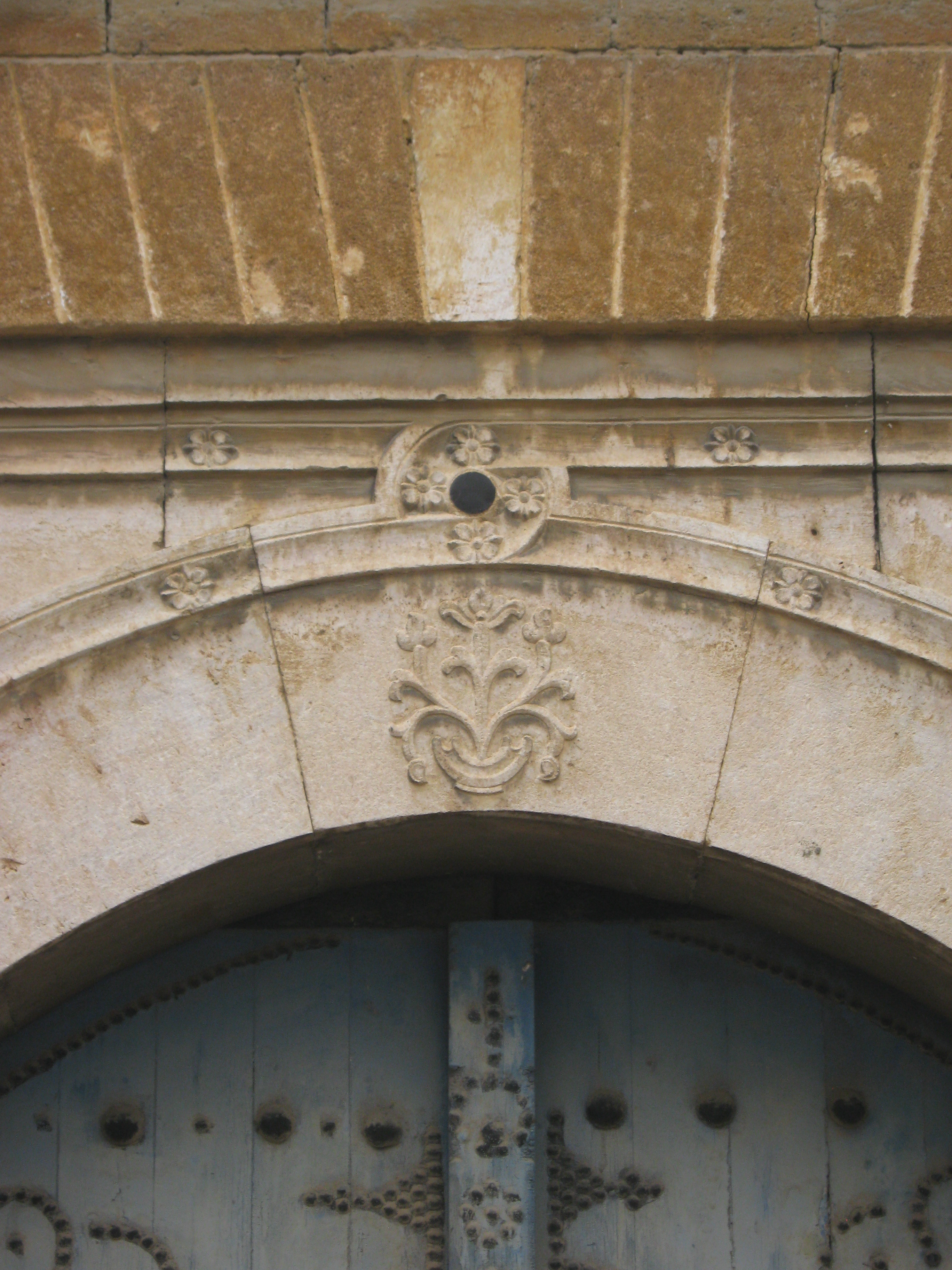
التفاصيل فوق بوابة القصر
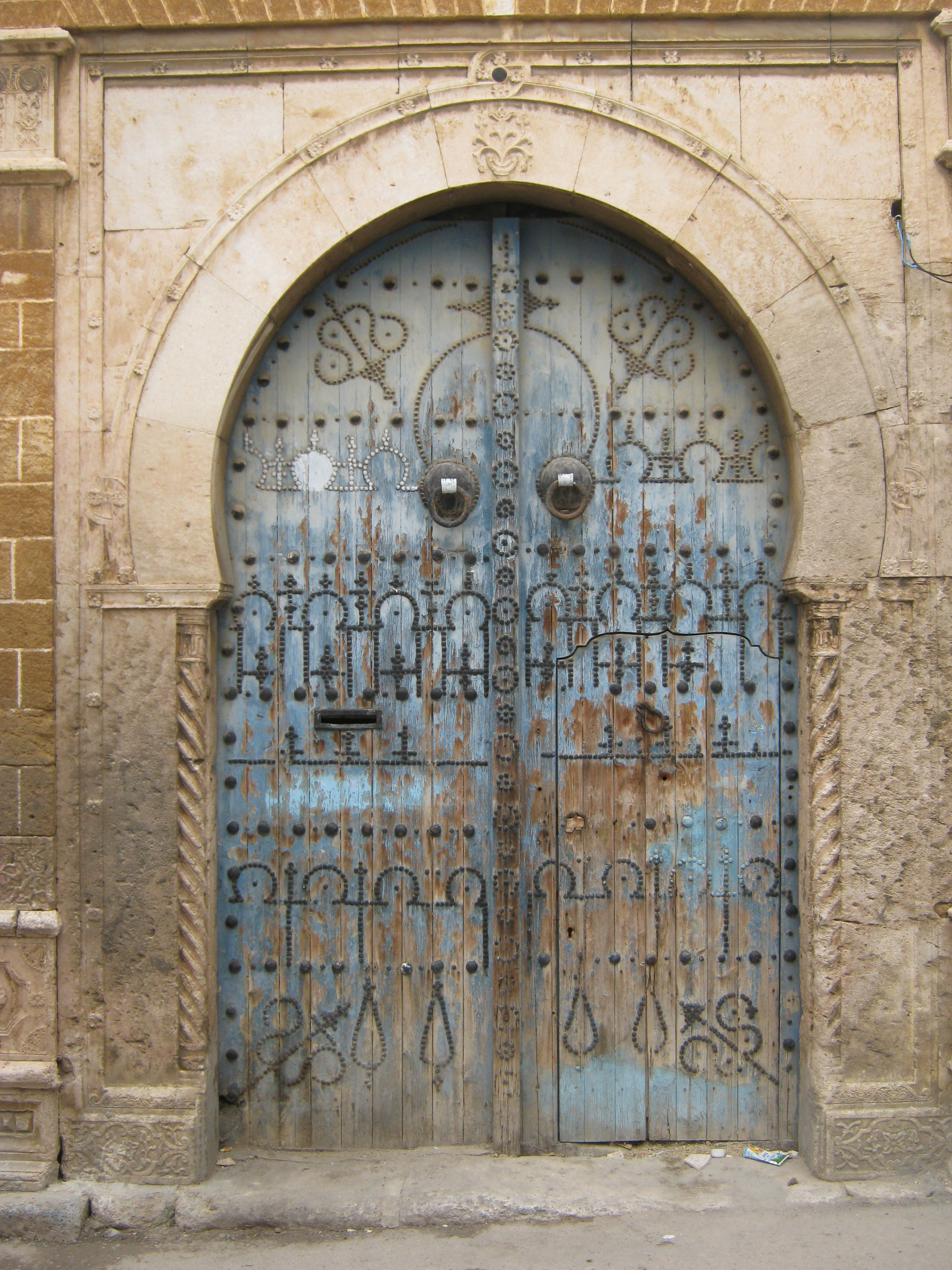
باب القصر
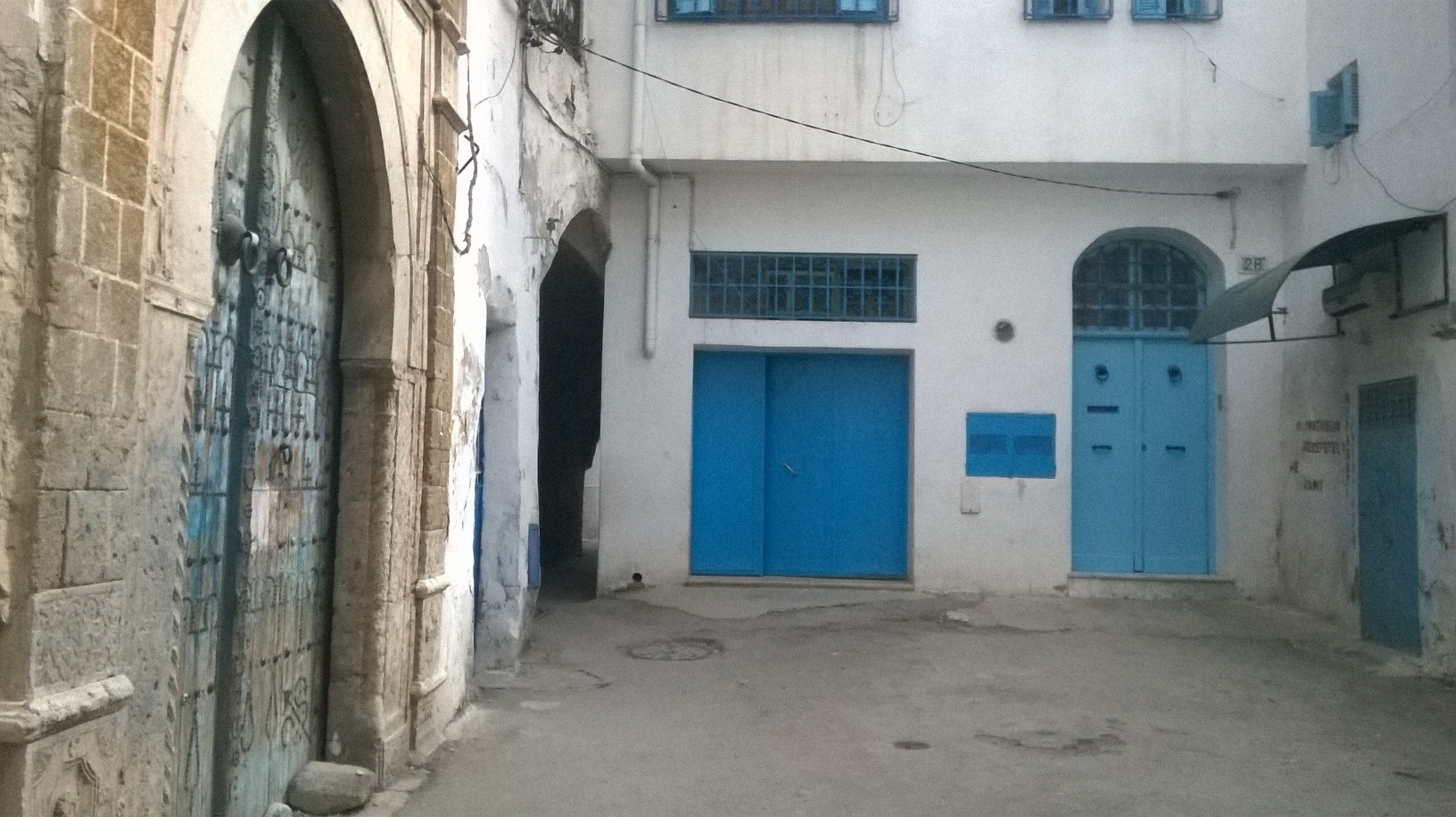
منظر عام على حاشية القصر